# Hyphessobrycon hildae
Hyphessobrycon hildae är en fiskart som beskrevs av Fernández-yépez, 1950. Hyphessobrycon hildae ingår i släktet Hyphessobrycon och familjen Characidae. Inga underarter finns listade i Catalogue of Life.